# Homesdale
Pour plus de détails, voir Fiche technique et Distribution.
Homesdale est un film australien réalisé par Peter Weir, sorti en 1971.

## Fiche technique
- Titre : Homesdale
- Réalisation : Peter Weir
- Scénario : Piers Davies et Peter Weir
- Photographie : Anthony Wallis
- Montage : Wayne LeClos
- Musique : Grahame Bond et Rory O'Donoghue
- Production : Grahame Bond et Richard Brennan
- Pays d'origine :  Australie
- Langue : Anglais
- Format : Noir et blanc — 16 mm
- Genre : Comédie noire
- Durée : 50 minutes
- Dates de sortie :
  -  Australie : 1971
  -  Japon : 10 octobre 2006 (Festival du film australien)

## Distribution
- Geoff Malone : M. Malfry
- Grahame Bond : M. Kevin
- Kate Fitzpatrick : Mademoiselle Greenoak
- Barry Donnelly : M. Vaughan
- Doreen Warburton : Mme Sharpe
- James Lear : M. Levy
- James Dellit : Le manager
- Kosta Akon : Le chef Robert
- Richard Brennan : Robert 1
- Peter Weir : Robert 2
- Shirley Donald : Matron
- Phillip Noyce : Neville

## Récompenses et distinctions
- Homesdale a reçu en 1971 le Grand Prix de L'Australian Film Institute pour le moyen métrage humoristique.